# Croatie au Concours Eurovision de la chanson 2018
La Croatie est l'un des quarante-trois pays participants du Concours Eurovision de la chanson 2018, qui se déroule à Lisbonne au Portugal. Le pays est représenté par Franka Batelić et sa chanson Crazy, sélectionnées en interne par le diffuseur HRT. La Croatie termine 17e en demi-finale, avec 63 points, ce qui ne lui permet pas de se qualifier pour la finale.

## Sélection
Le diffuseur croate a confirmé sa participation au Concours le 11 septembre 2017.
Malgré des spéculations de médias locaux, selon lesquels le diffuseur avait décidé de remettre en place l'émission de sélection télévisée Dora, le diffuseur croate a sélectionné artiste et chanson en interne. Annoncés le 13 février 2018, il s'agira de Franka Batelić et de sa chanson Crazy. La chanson a été présentée le 6 mars 2018.

## À l'Eurovision
La Croatie a participé à la première demi-finale, le 8 mai 2018. Elle termine 17e avec 63 points et échoue à se qualifier pour la finale.